# Acianthera guimaraensii
Acianthera guimaraensii là một loài phong lan.

## Hình ảnh

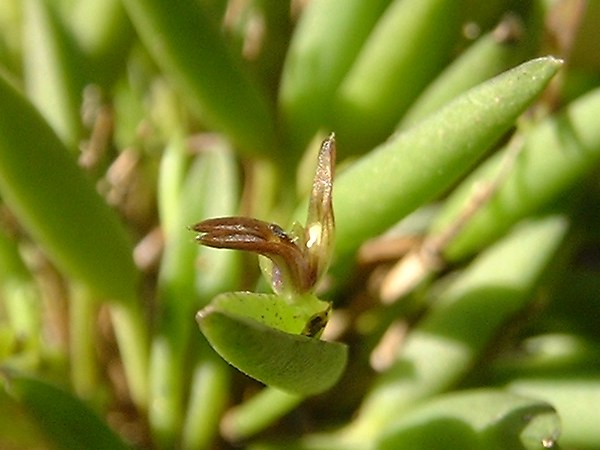